# حفل توزيع جوائز الغولدن غلوب الخامس
حفل توزيع جوائز الغولدن غلوب الخامس هو حفل لتكريم أفضل الإنجازات في مجال صناعة الأفلام لعام 1947، أقيم يوم 10 مارس 1948 في فندق هوليوود روزفيلت بمدينة لوس أنجلس، كاليفورنيا.

## الفائزين
- أفضل ممثل في دور رئيسي: رونالد كولمان عن فيلم حياة مزدوجة
- أفضل ممثلة في دور رئيسي: روزاليند راسل عن فيلم Mourning Becomes Electra
- أفضل مخرج: إيليا كازان عن فيلم اتفاقية الشرف
- أفضل فيلم: اتفاقية الشرف من إخراج إيليا كازان
- أفضل ممثل في دور ثانوي في فيلم: إدموند غوين عن فيلم معجزة في شارع 34
- أفضل ممثلة في دور ثانوي في فيلم: سيليست هولم عن فيلم اتفاقية الشرف
- أفضل موسيقى تصويرية: Life With Father من تلحين ماكس شتاينر
- أفضل سيناريو: معجزة في شارع 34 من تأليف جورج سيتون
- :أفضل تصوير سينمائي النرجسي الأسود من تصوير جاك كارديف
- أفضل نجم واعد: ريتشارد ويدمارك عن فيلم قبلة الموت
- أفضل نجمة واعدة: لويس ماكسويل عن فيلم That Hagen Girl
- جائزة خاصة - أفضل ممثل شبابي: دين ستوكويل عن فيلم اتفاقية الشرف
- جائزة الإنجاز المتميز: والت ديزني عن فيلم بامبي

## وصلات خارجية
- حفل توزيع جوائز الغولدن غلوب الخامس على موقع IMDb (الإنجليزية)